# Zerobaseone
Zerobaseone (제로베이스원?, JerobeiseuwonLR) è una boy band sudcoreana formatasi a Seul nel 2023.
Il gruppo è stato formato attraverso il reality televisivo Boys Planet della Mnet, per poi essere gestito dall'agenzia WakeOne. Esso è composto da nove elementi.

## Formazione
- Kim Ji-woong (김지웅)
- Zhang Hao (章昊; 장하오)
- Sung Han-bin (성한빈) – leader
- Seok Matthew (석매튜)
- Kim Tae-rae (김태래)
- Ricky (沈泉锐; 리키)
- Kim Gyu-vin (김규빈)
- Park Gun-wook (박건욱)
- Han Yu-jin (한유진)

## Discografia

### EP
- 2023 – Youth in the Shade
- 2023 – Melting Point
- 2024 – You Had Me at Hello
- 2024 – Cinema Paradise
- 2025 – Prezent
- 2025 – Blue Paradise

### Singoli
- 2023 – In Bloom
- 2023 – Crush

## Riconoscimenti
- K-Global Heart Dream Awards
  - 2023 – K-Global Bonsang (premio principale) e K-Global Super Rookie Award
- The Fact Music Awards
  - 2023 – Next Leader Award